# 밀림아 이야기하라
《밀림아 이야기하라》는 조선민주주의인민공화국의 5대 혁명가극 중 하나로, 1972년에 제작되었다.
이 작품은 카프 출신 극작가인 송영 원작의 《애국자》(1956, 원제 《백두산은 어데서나 보인다》)가 무대에서 상연되어 좋은 반응을 얻자, 《밀림아 이야기하라》(1958)라는 제목의 가극으로 각색된 뒤 1970년대 혁명가극 제작붐을 타고 김정일의 지도 아래 다시 각색된 것이다.
일제강점기인 1930년대를 배경으로 국경 부근의 마을에서 구장(區長)이라는 말단 직책을 맡고 있는 '최병훈'이, 합법적인 직위를 이용하여 항일유격대의 활동을 도와서 일본군 토벌대를 무찌르는 데 공을 세운다는 줄거리다. 주인공 최병훈은 조선인민혁명군의 지하공작원으로 설정되어 있으며, 마을 사람들의 비웃음에도 불구하고 꿋꿋이 정체를 숨기며 활동하는 인물이다.
주제가인 〈설레이는 밀림아 이야기하라〉와 삽입곡 〈혁명하는 길에서는 살아도 죽어도 영광이라네〉, 〈홀로 핀 진달래〉등이 유명하다.
'밀림아 이야기하라'는 제목은 북조선에서 널리 불리는 〈김일성장군의 노래〉 2절에 나오는 '만주벌 눈바람아, 이야기하라/ 밀림의 긴긴 밤아, 이야기하라'는 부분과 통한다.

## 참고 자료
- 이영미 (2007년 6월 25일). “북한의 공연예술/ 혁명가극 〈밀림아 이야기하라〉와 〈한 자위단원의 운명〉 - 산판을 뛰어다니는 남성적 스펙터클”. 컬처뉴스.
- NK데이터베이스, 문화/예술 - 가극 작품

## 같이 보기
- 북한 영화